# BMW R 1150-serie
De R 1150-serie is een serie motorfietsen van het merk BMW.

## Voorgeschiedenis
Begin jaren tachtig, na het verschijnen van de viercilinder-BMW K 100-serie, bleek dat de meer behoudende BMW klanten prijs stelden op het vasthouden aan luchtgekoelde boxermotoren. Daarom ontwikkelde BMW een nieuwe serie lucht-/oliegekoelde boxers, die volgestopt waren met - voor die tijd - tamelijk spectaculaire nieuwe technieken. Dit was de R 1100-serie. De hele machine was feitelijk opgehangen aan de motor, een frame was nauwelijks aanwezig. De constructie was uitermate licht, het ontwerp vlot en vooral smal. De berijder zat zeer laag, achter een sterk oplopende tank bijna "in" de motor. Er was een uitgebreid ergonomiepakket aan boord. De voorwielophanging (telelever) was revolutionair en feitelijk, na veel experimenten met naaf- en fuseebesturing, de eerste geslaagde poging de stuur- en veerfuncties van de voorvork te scheiden, waardoor een automatisch anti-duik effect ontstond. De motor had in de cilinderkoppen geplaatste nokkenasen, die vanaf een tussenas onder de krukas werden aangedreven. Net als bij de viercilinders was brandstofinjectie toegepast. Het inmiddels ingeburgerde paralever monoveringsysteem met de enkelvoudige wielophanging was al op oudere boxers toegepast, maar dankzij de driespaaks gietwielen kwam het systeem veel beter tot zijn recht. De machines werden al geleverd met een kofferset die met een eensleutelsysteem werkte, Integral ABS en handvatverwarming. Ook qua design scoorde de R 1100-serie hoge ogen, met name de zeer robuuste R 1100 GS. Het laatste model, de R 1100 S, kreeg al kenmerken van de in 1997 geïntroduceerde K 1200 RS, zoals nieuwe gietwielen en de rechtstreeks aan deze wielen bevestigde zwevende remschijven. Toen de R 1150-serie de R 1100-serie opvolgde, bleef de R 1100 S nog jaren (tot 2006) in productie.

## R 1150-serie
Toen in 1999 de R 1150-serie (de R 1150 GS als eerste) op de markt kwam, waren er geen grote verschillen met de vorige serie. Er waren vooral optische wijzigingen aangebracht, die soms al bij eerdere series (zoals de K 1200-serie) waren gebruikt.

### Motor
In het algemeen werd verwacht dat de 1170cc-motor van de R 1200 C zou worden overgenomen, maar bij de R 1150 waren alleen de grotere (101mm-)zuigers en cilinders van deze motor toegepast, in combinatie met de 70,5mm-slag van de R 1100. Daarmee kwam de cilinderinhoud op 1130 cc. Hij had luchtgekoelde cilinders, maar de cilinderkoppen kregen een zekere mate van oliekoeling, om te voorkomen dat de temperatuur rond de uit- en inlaatkanalen te hoog werd. Bovendien was een grotere oliekoeler toegepast. In elk van de cilinderkoppen zaten vier kleppen en een korte, door een ketting aangedreven nokkenas. De aandrijving ging via een tussenas die onder de krukas lag. Dit was nodig om de distributieverhouding (draaisnelheid krukas : nokkenas = 2 : 1) te realiseren. Dat vereist normaal gesproken een groot nokkenastandwiel, maar daar was binnen in de cilinderkoppen geen plaats voor. De nokkenassen zaten niet boven de kleppen, zodat toch nog korte stoters en tuimelaars nodig waren om de kleppen te bedienen. De brandstofinjectie en de ontsteking werden aangestuurd door het Bosch Motronic MA 2.4-motormanagementsysteem, dat ook in de K 1200-serie werd gebruikt. Het blok kon kort gebouwd worden door de dynamo, die vroeger aan de voorzijde van de krukas zat, boven op de motor te plaatsten, aangedreven door een riem. Ten opzichte van de R 1100-serie was het roestvrijstalen uitlaatsysteem nieuw. Het motorkoppel was met één Nm gestegen naar 98 Nm, maar het koppelverloop was duidelijk verbeterd: tussen 3.000 en 6.000 tpm was meer dan 90% van het koppel beschikbaar. Er waren nieuwe nokkenassen toegepast. Vanaf 2003 werden alle BMW-boxermotoren met uitzondering van de R 1200 C-serie van Twin Spark-cilinderkoppen voorzien, om het probleem van het "Konstant Fahrrückeln" (zie "Kritiekpunten") op te lossen.

### Rijwielgedeelte

#### Frame
Van een frame was eigenlijk geen sprake. Door de toepassing van het teleleversysteem hoefde er geen versterkt balhoofd te zijn, omdat de optredende krachten (spoorkrachten, remkracht en reactiekrachten bij het inveren) werden opgevangen door de triangel die in het motorblok scharnierde. Ook de onderste kroonplaat was vervallen. Er liepen enkele steunen van het motorblok naar het bovenste bevestigingspunt van het telelever, een centrale schokdemper veerde van daar uit de triangel af. Verder zat boven op het motorblok een subframe dat naar achter liep en daar het achterframe ging vormen, voor het bevestigen en dragen van het zitgedeelte, de uitlaat en de centrale schokdemper van het paralever achterveersysteem. Nieuw bij de R 1150-serie was een klein hulpframe ter hoogte van de versnellingsbak, waar de achtervork in scharnierde. Al met al slechts enkele kilo's buis, het werk werd gedaan door motor en versnellingsbak.

#### Aandrijflijn
De aandrijflijn was ten opzichte van andere BMW's niet veel veranderd, met uitzondering van de versnellingsbak en de hydraulische bediening van de koppeling. De R 1150-serie kreeg een iets zwaarder uitgevoerde enkelvoudige droge plaatkoppeling, een zesversnellingsbak en cardanaandrijving. De cardantunnel met paralever-arm werd iets korter vanwege de iets langere zesversnellingsbak en scharnierde in een klein hulpframe. De versnellingsbak werd eindelijk uitgerust met tandwielen met schuine vertanding. Hierdoor was het dus gedaan met de bekende BMW-"klak" wanneer je de eerste versnelling inschakelde.

#### Wielen en wielophanging
De machines stonden (met uitzondering van de R 1150 GS) op de vijfspaaks gietwielen die al gebruikt waren bij de K 1200 RS en de R 1100 S. Het achterwiel was, zoals inmiddels bij BMW normaal was, enkelzijdig opgehangen. De GS kreeg de BMW kruisspaakwielen, die sterker waren dan gietwielen maar toch het gebruik van tubelessbanden mogelijk maakten. Uiteraard waren telelever en paralever toegepast, waarbij de veervoorspanning aan de achterkant nu met een simpele draaiknop instelbaar was. De uitgaande demping kon worden aangepast met een stelschroef. De telelever voorvork was lichter uitgevoerd dan die van de R 1100-serie en de centrale veer-/demperunit was met een haaksleutel vijfvoudig verstelbaar.

#### Remmen
Het remsysteem was van Brembo en bestond uit twee schijfremmen vóór en één achter. Er werden nu gesinterde remblokken gebruikt, die vooral in natte omstandigheden voordelen bieden. ABS was als optie leverbaar en bij de R 1150 GS, vanwege eventueel gebruik als terreinmotor, uitschakelbaar. Daarnaast kon het EVO-remsysteem worden besteld, dat de remmen aan elkaar koppelde en tevens elektrisch bekrachtigd was. Als het ABS werd aangeschaft werden ook een zwaardere dynamo en een zwaardere accu gemonteerd.

### Uitrusting
Alle R 1150 modellen waren uitgerust met een ergonomiepakket, bestaande uit een in hoogte verstelbaar zadel en verstelbare stuurhelften, koppelings- en remhendels. Ook was het voor BMW typische systeem voor de richtingaanwijzers gebruikt, waarbij de linkerrichtingaanwijzer door een knop links op het stuur, de rechter door een knop rechts op het stuur werd ingeschakeld. Uitschakelen gebeurde via een derde schakelaar. De geregelde driewegkatalysator was standaard gemonteerd. Tegen meerprijs konden de machines worden uitgerust met een kofferset, een tanktas, alarmlichtschakelaar, diefstalalarm, handvatverwarming, valbeugels, en Integral ABS. De kofferset kon alleen ge(de)monteerd worden met behulp van de contactsleutel, om diefstal tegen te gaan, een eensleutelsysteem dus. Er was geen ontsierend kofferrek gebruikt, maar een "onzichtbaar"; de handgrepen van de duopassagier fungeerden als bevestigingspunt voor de koffers. De koffers waren waterdicht en hadden dubbele handgrepen: om te openen beide lostrekken, om te verwijderen slechts een. Daarmee werd voorkomen dat een koffer open viel als hij verwijderd werd. De handgrepen lagen bij gemonteerde koffers onzichtbaar verzonken. Verder kon een digitaal informatiedisplay worden geleverd, waarop de olietemperatuur, het brandstofniveau en de ingeschakelde versnelling af te lezen waren. Pas in zijn nadagen werd de 1150 uitgerust met Twin Spark.

### Kritiekpunten
Eén kritiekpunt was het typische kantelmoment van langsgeplaatste motoren. BMW had al aangetoond dit te kunnen tegengaan, en ook Honda had dit overgenomen bij de ST 1100 Pan-European. Het elektrisch bekrachtigde remsysteem werkte alleen als de motor op contact stond. Bij normaal gebruik was dat geen probleem, maar bij het verplaatsen (bijvoorbeeld binnen of buiten zetten) met uitgeschakeld contact remden de machines pas bij zéér grote remdruk. Hierdoor ontstond weleens schade, ook door monteurs die motorfietsen op een heftafel wilden duwen, maar er aan de andere kant weer af reden. Bovendien werkte het systeem bij de R 1150 RT op beide wielen, waardoor iets bijremmen met de achterrem meteen resulteerde in een flinke vertraging.

#### Konstant FahrRückeln (KFR)
Een groot probleem dat zich na verloop van tijd voordeed was het "Konstant Fahrrückeln", dat door BMW-rijders al snel "KFR" werd genoemd, waarmee insiders meteen wisten wat er bedoeld werd. Dit fenomeen deed zich vooral voor bij constante lage toerentallen, zoals het rijden binnen de bebouwde kom. De motor liep dan erg ruw en schokkend. De oorzaak lag in het feit dat de motoren een steeds "armere" fabrieksafstelling kregen, door de strenger wordende milieu-eisen. In feite kwam er niet voldoende brandbaar mengsel in de verbrandingsruimte om die door de bougievonk te laten ontsteken. Het mengsel brandde te langzaam en het probleem werd verergerd door de 101mm-diameter van de cilinder. Er waren verschillende oplossingen voor het probleem mogelijk, waarbij in eerste instantie door monteurs en dealers werd geëxperimenteerd met andere afstellingen van de motor en Brisk-bougies, maar de beste was het vervangen van de cilinderkoppen door exemplaren met dubbele bougies (Twin Spark-cilinderkoppen). Dit principe werd bedacht door de Duitse BMW-specialist Helmut Wüstenhöfer van het bedrijf Wüdo. Uiteraard was dit een erg dure oplossing, die echter vanaf 2003 op alle BMW boxers met uitzondering van de R 1200 C-serie-standaard werd toegepast. Het slecht lopen door de zogenaamde "milieuafstelling" kwam in de volgende jaren bij veel merken voor, wanneer ze overschakelden van carburateurs op brandstofinjectie. In tests werd zelfs weleens geschreven dat "de importeur was vergeten de milieuafstelling er af te halen".

### R 1150 GS
De R 1150 GS werd in 1999 aan het publiek voorgesteld. Hij had net als de R 1100 GS een dubbel voorspatbord: een klein, nauwelijks zichtbaar plastic spatbordje, en daar boven een enorm snavelvormig exemplaar in de kleur van de motor. Dit spatbord vormde aan de bovenkant een soort windvanger voor de oliekoeler. Heel opvallend was de asymmetrische dubbele koplamp. De onderste telelever-draagarm liep goed zichtbaar naar het motorblok, onder de 22 liter tank door. Het stuur was "kippentkoppelt", het gaf de bewegingen van de telelevervork niet door aan de bestuurder, door toepassing van een kogelkoppeling in de kroonplaat. De GS had een klein plastic kapje over het achterwiel, om het achterspatbord te vervangen. De cockpit bestond uit een grotere ruit, die in drie standen instelbaar was. Ondanks de lange veerwegen was de zithoogte toch binnen de perken gebleven, en het zadel was ook nog eens in hoogte verstelbaar. Ter vergroting van de bagagecapaciteit was een kofferset leverbaar, maar het achterste (duo) gedeelte van het zadel kon ook verwijderd worden, waarna een extra bagagerek beschikbaar werd. Hieronder zat een zeer netjes opgeborgen set boordgereedschap. De veervoorspanning achter kon zonder gereedschap met een draaiknop ingesteld worden. De GS was uitgerust met de kruisgespaakte wielen, zodat er ook tubelessbanden gebruikt konden worden. Omdat een terreinrijder af en toe juist graag wíl dat het achterwiel blokkeert, was het ABS op de GS uitschakelbaar. Net als zijn voorgangers bleek de R 1150 GS een uitstekende toermachine, met minder kwaliteiten in het zand. De R 1150 GS werd opgevolgd door de R 1200 GS.

### R 1150 R
De R 1150 R was de kale uitvoering van de R 1150-serie. Hij kwam in 2001 op de markt, gelijktijdig met de R 1150 RT. Vanwege de "kale" uitvoering waren er twee oliekoelers links en rechts boven beide cilinders gemonteerd, maar die waren nu wel netjes weggewerkt in twee, op de tank aansluitende kapjes. De vormgeving was gemoderniseerd, onder andere met een hoog oplopend voorspatbord. Vanwege de goede zichtbaarheid van de telelever draagarm, was deze optisch gewijzigd. De R 1150 R kreeg de motor van de GS, waardoor het opgegeven vermogen 85 pk bedroeg. De machine was uitgevoerd met de nieuwe lichtmetalen vijfspaaks gietwielen. Integral ABS was tegen meerprijs leverbaar, naast het EVO-remsysteem. Met dit systeem waren de remmen aan elkaar gekoppeld en elektrisch bekrachtigd. De zesversnellingsbak was in twee versies leverbaar, waarbij het verschil alleen in de zesde versnelling zat: die kon, voor meer toeristisch gebruik, als overdrive geleverd worden. De veerelementen waren verbeterd ten opzichte van de R 1100 R, en het achterwiel was kleiner (17" in plaats van 18").

### R 1150 RT
De R 1150 RT werd in 2001 tegelijk met de R 1150 R op de markt gebracht. Technisch waren er enkele verschillen: de motor was sterker en leverde meer vermogen en een hoger koppel. De zesversnellingsbak was uitsluitend met een overdrive leverbaar. Het Integral ABS was bij de RT standaard gemonteerd, maar het EVO-remsysteem kostte extra. Ten opzichte van zijn voorganger zag ook de R 1150 RT er sportiever en vlotter uit, waarbij met name de koplamppartij en het voorspatbord onder handen genomen waren. Naast de koplamp waren ook twee kleine verstralers ingebouwd. Een in kleur gespoten kofferset, handvatverwarming en elektrisch verstelbare ruit waren standaard. Een radio kon als accessoire geleverd worden, maar het bijbehorende informatiescherm was al in het dashboard ingebouwd. Verdere opties waren een alarm, intercom, kleppendeskselbeschermers, een tanktas, een bagagerol en een topkoffer.

### R 1150 RS
De R 1150 RS kwam eveneens in 2001, maar enkele maanden later dan de R 1150 R en de R 1150 RT op de markt. De machine was ten opzichte van zijn voorganger nauwelijks gewijzigd. De stroomlijnkuip was zelfs identiek op de iets bredere en hogere ruit na. Motor en versnellingsbak kwamen van de R 1150 RT. Het EVO-remsysteem was standaard gemonteerd, Integral ABS als optie leverbaar. Ook de kofferset was als optie te koop.

### R 1150 GS Adventure
Deze machine verscheen in 2002 op de markt en luidde een nieuwe trend in de motorwereld in. Van de R 1150 GS waren sinds de introductie in 1999 al ongeveer 40.000 exemplaren verkocht, maar de Adventure versie was helemaal gebouwd voor het maken van wereldreizen, ook over moeilijk begaanbare wegen. Er was zelfs rekening gehouden met de lagere kwaliteit van de benzine in veel landen in de Derde wereld. Dit werd bereikt door een lagere compressie verhouding van 10.3:1. Hierdoor was dit type ook iets minder gevoelig voor het zgn. Konstant FahrRückeln. De Adventure had de motor en de versnellingsbak van de R 1150 GS, maar de veerwegen waren 20 mm langer en er waren flinke valbeugels en ruime aluminium koffers leverbaar. Onder het motorcarter zat een flinke beschermplaat. Voor wie daadwerkelijk de slechte grind- en zandpaden wilde opzoeken kon de machine naar keuze uitgevoerd worden met Continental Twinduro banden. Wie dat niet wilde kon ook Metzeler Tourancebanden laten monteren. Tot de als optie leverbare accessoires behoorden naast de valbeugels en de koffers ook uit uitschakelbare ABS II, handvatverwarming, een 30 litertank als vervanging voor het standaardexemplaar van 22 liter, waterdichte binnentassen voor de koffers, een tanktas, een set mistlampen, een koplamprooster, een codeerstekker om de motormapping aan te passen aan 91 octaanbenzine, een extra 12 voltaansluiting, een alarmsysteem en een Garmin-navigatiesysteem.

### R 1150 SM
In 2002 bouwde BMW voor een van haar grootste dealers, Pia-Motors, een gelimiteerde oplage van twintig Supermotards onder de naam R 1150 SM. Dit waren feitelijk licht gewijzigde R 1150 GS-en, die voorzien waren van de iets kortere achterbrug en de mooiere telelever-voorvork van de R 1150 R. De achterschokdemper was vervangen door een exemplaar uit de Öhlins Gold-serie, het stuur door een Renthalcrosstuur en een speciaal ontwikkeld race-uitlaatsysteem met seatpipes. Er waren K&N-luchtfilters en sportbanden gemonteerd. Het zadel was eenpersoons en op de plaats waar normaal het duozadel met daaronder een bagagerek zat, zat nu een polyester afdekking waarin het achterlicht geïntegreerd was, waardoor de machine een korter, gedrongen uiterlijk kreeg.

### R 1150 R Rockster
Deze machine was in 2002 tijdens de Intermot in Keulen tentoongesteld als studiemodel onder de naam "Boxer Roadster", om de reacties van het publiek te peilen. Die waren kennelijk goed, want in november 2002 werd bekend dat de machine in productie zou worden genomen. Als naam werd uiteindelijk R 1150 Rockster gekozen, hetgeen te maken had met de rechten op de naam "Roadster". Dat was opmerkelijk, want de naam werd al gebruikt door Cagiva (Roadster 521), Harley-Davidson (XLS 1000 Roadster), MuZ (Skorpion LS 500 Roadster), Sachs (Roadster 125 V2, Roadster 650 en Roadster 800) en Voxan (Roadster V 1000). De motorfiets was gebaseerd op de R 1150 R en week daar technisch ook niet van af. Het uiterlijk was opgewaardeerd met de asymmetrische dubbele koplamp van de R 1150 GS, de vorkpoten, de brede achtervelg en het voorspatbord van de R 1100 S en een bijzondere kleurstelling, waarbij alle aluminium onderdelen zoals motor, versnellingsbak en aandrijflijn zwart gespoten waren. De zwarte kleur werd afgewisseld met citrusgroen-metallic of oranje-metallic. Om het sportieve karakter te benadrukken kon de duozitplaats vervangen worden door een aluminiumkleurige afdekplaat. De machine kreeg een nieuwe zesversnellingsbak. Net als bij de R 1150 R was het Integral ABS als optie leverbaar. Toen de R 1150-serie in 2005 werd afgelost door de R 1200-serie bleef de R 1150 R als enige nog een jaar in productie.

### R 1150 R Rockster 80th Anniversary Limited Edition
In 2003 vierde BMW Motorrad het 80-jarige bestaan. Ter gelegenheid daarvan kwamen drie "Limited Editions" uit: de
F 650 CS 80th Anniversary Limited Edition, de K 1200 LT 80th Anniversary Limited Edition en de R 1150 R Rockster 80th Anniversary Limited Edition. De Rockster kreeg een andere kleurstelling (zilver-matzwart), standaard Integral ABS en handvatverwarming. Net als de andere "Limited Editions" werd er een certificaat en een plaquette bijgeleverd, maar bij de Rockster kreeg men ook een documentatiemap.

## Technische gegevens
|                    | R 1150 GS                                                          | R 1150 R                                                           | R 1150 RT                                                          | R 1150 RS                                                          | R 1150 GS Adventure                                                | R 1150 SM                                                          | R 1150 R Rockster                                                  | R 1150 R Rockster 80th Anniversary LE                              |
| ------------------ | ------------------------------------------------------------------ | ------------------------------------------------------------------ | ------------------------------------------------------------------ | ------------------------------------------------------------------ | ------------------------------------------------------------------ | ------------------------------------------------------------------ | ------------------------------------------------------------------ | ------------------------------------------------------------------ |
| Periode            | 1999-2004                                                          | 2001-2006                                                          | 2001-2005                                                          | 2001-2005                                                          | 2002-2005                                                          | 2002                                                               | 2002-2005                                                          | 2003                                                               |
| Categorie          | allroad                                                            | toermotor                                                          | toermotor                                                          | sporttoerer                                                        | adventure bike                                                     | supermotard                                                        | roadster                                                           | roadster                                                           |
| Motortype          | kopklepmotor                                                       | kopklepmotor                                                       | kopklepmotor                                                       | kopklepmotor                                                       | kopklepmotor                                                       | kopklepmotor                                                       | kopklepmotor                                                       | kopklepmotor                                                       |
| Bouwwijze          | langsgeplaatste tweecilinderboxermotor                             | langsgeplaatste tweecilinderboxermotor                             | langsgeplaatste tweecilinderboxermotor                             | langsgeplaatste tweecilinderboxermotor                             | langsgeplaatste tweecilinderboxermotor                             | langsgeplaatste tweecilinderboxermotor                             | langsgeplaatste tweecilinderboxermotor                             | langsgeplaatste tweecilinderboxermotor                             |
| Boring             | 101 mm                                                             | 101 mm                                                             | 101 mm                                                             | 101 mm                                                             | 101 mm                                                             | 101 mm                                                             | 101 mm                                                             | 101 mm                                                             |
| Slag               | 70,5 mm                                                            | 70,5 mm                                                            | 70,5 mm                                                            | 70,5 mm                                                            | 70,5 mm                                                            | 70,5 mm                                                            | 70,5 mm                                                            | 70,5 mm                                                            |
| Cilinderinhoud     | 1.130 cc                                                           | 1.130 cc                                                           | 1.130 cc                                                           | 1.130 cc                                                           | 1.130 cc                                                           | 1.130 cc                                                           | 1.130 cc                                                           | 1.130 cc                                                           |
| Max. vermogen      | 62,5 kW/85 pk bij 6.750 tpm                                        | 62,5 kW/85 pk bij 6.750 tpm                                        | 70 kW/95 pk bij 7.250 tpm                                          | 70 kW/95 pk bij 7.250 tpm                                          | 62,5 kW/85 pk bij 6.750 tpm                                        | 62,5 kW/85 pk bij 6.750 tpm                                        | 62,5 kW/85 pk bij 6.750 tpm                                        | 62,5 kW/85 pk bij 6.750 tpm                                        |
| Max. koppel        | 98 Nm bij 5.250 tpm                                                | 98 Nm bij 5.250 tpm                                                | 100 Nm bij 5.500 tpm                                               | 100 Nm bij 5.500 tpm                                               | 98 Nm bij 5.500 tpm                                                | 98 Nm bij 5.500 tpm                                                | 98 Nm bij 5.500 tpm                                                | 98 Nm bij 5.500 tpm                                                |
| Topsnelheid        | 194 km/h                                                           | 197 km/h                                                           | 200 km/h                                                           | >200 km/h                                                          | 192 km/h                                                           | 194 km/h                                                           | 197 km/h                                                           | 197 km/h                                                           |
| Aandrijving        | cardanaandrijving                                                  | cardanaandrijving                                                  | cardanaandrijving                                                  | cardanaandrijving                                                  | cardanaandrijving                                                  | cardanaandrijving                                                  | cardanaandrijving                                                  | cardanaandrijving                                                  |
| Rijwielgedeelte    | driedelig rudimentair buisframe met motorblok als dragend gedeelte | driedelig rudimentair buisframe met motorblok als dragend gedeelte | driedelig rudimentair buisframe met motorblok als dragend gedeelte | driedelig rudimentair buisframe met motorblok als dragend gedeelte | driedelig rudimentair buisframe met motorblok als dragend gedeelte | driedelig rudimentair buisframe met motorblok als dragend gedeelte | driedelig rudimentair buisframe met motorblok als dragend gedeelte | driedelig rudimentair buisframe met motorblok als dragend gedeelte |
| Drooggewicht       | 228 kg                                                             | 218 kg                                                             | 255 kg                                                             | 224 kg                                                             | 232 kg                                                             | onbekend                                                           | 219 kg                                                             | 219 kg                                                             |
| Rijklaar gewicht   | 249 kg                                                             | 238 kg                                                             | 279 kg                                                             | 246 kg                                                             | 253 kg                                                             | onbekend                                                           | 239 kg                                                             | 239 kg                                                             |
| Max. totaalgewicht | 460 kg                                                             | 450 kg                                                             | 495 kg                                                             | 450 kg                                                             | 470 kg                                                             | onbekend                                                           | 450 kg                                                             | 450 kg                                                             |
| Tankinhoud         | 22 liter                                                           | 20,5 liter                                                         | 25 liter                                                           | 23 liter                                                           | 22 liter (optioneel 30 liter)                                      | 22 liter                                                           | 20,5 liter                                                         | 20,5 liter                                                         |
| Voorganger         | R 1100 GS                                                          | R 1100 R                                                           | R 1100 RT                                                          | R 1100 RS                                                          | geen                                                               | geen                                                               | geen                                                               | geen                                                               |
| Opvolger           | R 1200 GS                                                          | R 1200 R                                                           | R 1200 RT                                                          | R 1200 ST                                                          | R 1200 GS Adventure                                                | geen                                                               | geen                                                               | geen                                                               |